# Province de Sebastián Pagador
La province de Sebastián Pagador (en espagnol : Provincia de Sebastián Pagador) est une des 16 provinces du département d'Oruro, en Bolivie. Son chef-lieu est la ville de Santiago de Huari.